# Vergnacco
Vergnacco (in croato Vrnjak) è una località della Croazia, insediamento del comune istriano di Grisignana.

## Storia
In seguito alla pressione del governo jugoslavo di Tito rispetto a un adeguamento della popolazione ai dettami del regime dittatoriale, l'esodo della popolazione, soprattutto italiana, rese Vergnacco un villaggio disabitato.
Gli ultimi 3 (2 immigrati albanesi ed un croato), abitanti delle campagne vicino Vergnacco, lasciarono il territorio durante le guerre jugoslave.